# Sofuoğlu, Ovacık
Sofuoğlu là một xã thuộc huyện Ovacık, tỉnh Karabük, Thổ Nhĩ Kỳ. Dân số thời điểm năm 2010 là 30 người.